# Derek Hough
Derek Hough (Salt Lake City, Utah, 17 de mayo de 1985) es un bailarín, coreógrafo, actor y cantante estadounidense. Desde septiembre de 2007, Hough se ha hecho conocido por su trabajo en el programa de baile de ABC, Dancing with the Stars, en la cual que tiene un récord de seis temporadas ganadas. Con un total de ocho nominaciones, ha ganado dos Primetime Emmy Award por mejor coreografía por varias rutinas que coreografió para el programa. Hough también ha participado en varias producciones teatrales, incluyendo la producción original en 2006 de Footloose: El Musical en el Teatro Novello en el West End de Londres, así como en el New York Spring Spectacular de 2015 en el Radio City Music Hall de Nueva York. En 2013, protagonizó Make Your Move, una película de danza independiente de Corea del Sur inspirada en Romeo y Julieta. A partir de 2014, ha desempeñado un papel de actor recurrente en el drama musical de ABC, Nashville.
El 7 de diciembre de 2016, Hough jugó el papel de Corny Collins en la producción de televisión en vivo de NBC, Hairspray Live! Está listo para protagonizar a Don Lockwood en la próxima producción de Broadway de Singin' in the Rain.
En mayo de 2017, Hough se unió a la mesa de jueces en la nueva serie de baile de la NBC «World of Dance». Él continuará su papel como juez para la segunda temporada.

## Primeros años

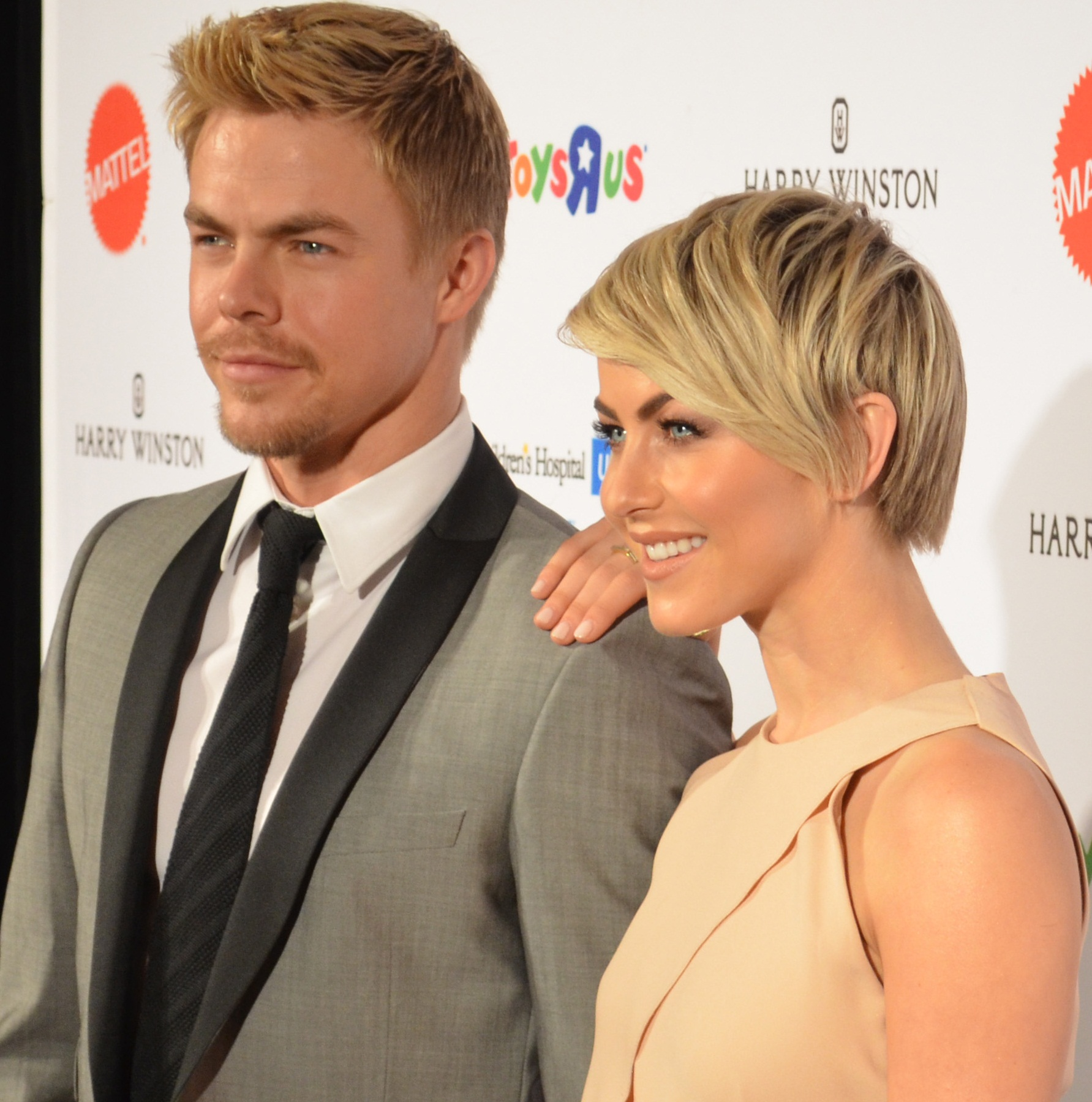
Hough y su hermana Julianne en el Kaleidoscope Ball de 2014.

Hough creció como el cuarto de cinco hijos de una familia de los Santos de los Últimos Días (Mormones) en Sandy, Utah, un suburbio de Salt Lake City. Es el hijo de Marianne y Bruce Hough, que fue dos veces presidente del Partido Republicano de Utah, y tiene cuatro hermanas, Sharee, Marabeth, Katherine y Julianne.
Todos sus abuelos eran bailarines, y sus padres se reunieron en un equipo de baile en la Universidad en Idaho. Es el segundo primo de los músicos Riker, Rydel, Rocky y Ross Lynch de R5, sus abuelas maternas son hermanas.
Cuando Hough tenía 12 años, sus padres divorciados lo enviaron a Londres para vivir y estudiar con los entrenadores de baile Corky y Shirley Ballas. La hermana de Hough, Julianne, se le unió en Londres varios meses después. Originalmente con la intención de permanecer durante un año, Hough permaneció en Londres durante diez años (Julianne volvió después de cinco años). Los Ballases ayudaron a los dos niños de Hough junto a su propio hijo, Mark Ballas, enseñándolos en la Academia de Artes Teatrales Italia Conti. Recibieron entrenamiento en canto, teatro, gimnasia y muchas formas de danza, incluyendo jazz, ballet y tap. Los tres niños formaron su propio trío de música pop 2B1G («2 Boys, 1 Girl») y actuaron en competiciones de danza en el Reino Unido y los Estados Unidos, y se mostraron en programas de televisión británicos. Además de ser entrenado en muchas formas de danza, Hough también puede tocar el piano, la guitarra y la batería.
Derek posteriormente enseñó en la Academia de Artes Teatrales Italia Conti.

## Carrera

### Baile competitivo y coreografía
Hough es un ex Campeón Mundial Juvenil Latino de WDSF (2002) así como ganador de un título Blackpool U-21 Latin (2003) para Polonia con Aneta Piotrowska. Ha ganado el Premio al Mejor Bailarín del Año y los Premios de Danza Destacada de la Alianza de Danza de Nueva York.
El 22 de septiembre de 2013, por primera vez, la categoría de Mejor Coreografía para los Premios Emmy fue trasladada al Espectáculo en vivo del Primetime, y todos los nominados en la categoría fueron para crear y realizar un número con el presentador del show, Neil Patrick Harris. Hough, que fue nominado por Dancing with the Stars, formó parte de ese número, junto con los otros nominados. Ken Ehrlich, el productor ejecutivo del programa, dijo: «Definitivamente va a ser un número original, algo que no se ha hecho antes, va a utilizar el talento de todos ellos para reunir a este número como coreógrafos». Hough luego fue a ganar el Premio Emmy a la Mejor Coreografía. El 12 de septiembre de 2015, Hough ganó su segundo Premio Emmy de Mejor Coreografía, junto a Julianne Hough y Tessandra Chávez. Esta fue la primera victoria de Julianne Hough y Chávez en Emmy por Mejor Coreografía. Incluyendo las dos nominaciones que ganó, Hough ha sido nominado para 8 premios Emmy por coreografía.

### Olimpiadas de invierno de Sochi 2014
El 18 de abril de 2013, Hough anunció que había comenzado a trabajar con los campeones mundiales de baile sobre hielo Meryl Davis y Charlie White en un número para las próximas Olimpiadas de invierno de Sochi 2014 en el programa de baile corto que tenía que contener ritmos de quickstep y foxtrot. Davis y White ganaron la medalla de oro con la rutina. Su victoria hizo historia olímpica, marcando el primer título olímpico en el evento para los Estados Unidos. Acerca de esta oportunidad, Hough dijo: 

Comencé a trabajar en una rutina muy especial que no es para el programa [Dancing with the Stars]. Estoy coreografiando un número para nuestros bailarines de hielo Meryl Davis y Charlie White, que se presentarán en los Juegos Olímpicos el próximo año. Me pidieron graciosamente que lo hiciera, y ¿cómo podría decir que no? Es realmente un honor, y son increíbles.

### Move Live On Tour
El 18 de marzo de 2014, Hough, junto con su hermana, Julianne, anunciaron una gira de verano de más de 40 ciudades de los Estados Unidos y Canadá, llamada «Move Live on Tour», que incluiría el baile y el canto de ambos, y la aparición de un grupo de bailarines empleados por los Hough que fueron elegidos a través de audiciones. Se embarcaron en la gira agotada el 25 de mayo de 2014 en Park City, Kansas y terminaron en Los Ángeles el 26 de julio de 2014. Debido al éxito de la venta de entradas y varios sitios agotados antes de que la gira se iniciara oficialmente, varios más programas se añadieron al calendario de la gira, que también se agotó. Para la coreografía de la gira, los hermanos Hough colaboraron con Nappytabs.
Tras el éxito de la gira de 2014 y la alta demanda, el Hough's anunció el regreso de «Move Live on Tour» en el verano de 2015. Desde el 12 de junio de 2015 hasta el 8 de agosto de 2015, la gira agotada visitó más de 40 ciudades de Estados Unidos y Canadá, y visitó lugares más grandes que el año anterior. Tabitha y Napoleón D'umo «Nappytabs» regresaron como coreógrafos colaboradores junto a los hermanos Hough. También se realizaron audiciones para reclutar un nuevo grupo de bailarines para unirse a los Hough, aunque algunos bailarines de respaldo del año anterior regresaron.
El 9 de julio de 2016, el Hough llevó a cabo un evento pop-up de fitness gratuito llamado Move Interactive en Los Ángeles, que anunciaron que sería el primero de muchos en venir. El evento comenzó en Sherman Oaks con una sesión de ejercicios en los Pulse Fitness Studios dirigido por el entrenador personal de la celebridad y el propietario, Mark Harari. Los participantes tomaron parte en una carrera de 2 millas a lo largo de Ventura Blvd, antes de terminar con una clase de gimnasia de baile de JustDance en Los Ángeles. Según Hough, la motivación detrás del evento fue «traer la salud, el amor, la comunidad y la interacción humana en nuestra vida cotidiana». La semana siguiente, el 14 de julio, los Hough realizaron un segundo evento gratuito Move Interactive en Fryman Canyon, Los Ángeles, que incluyó una caminata y ejercicios de construcción de equipos.
El 14 de diciembre de 2016, anunciaron, a través de las redes sociales, que estarían en una nueva gira, MOVE BEYOND Live on Tour, en 2017.

### Dancing with the Stars
Hough hizo su primera aparición en Dancing with the Stars en 2007 durante la sexta semana de la temporada 4 como un instructor invitado con su hermana Julianne y Apolo Anton Ohno. Luego se unió al elenco como bailarín profesional desde la temporada 5 donde fue emparejado con la actriz Jennie Garth, siendo eliminados en la semifinal y terminando en el cuarto puesto.
En 2008, para la temporada 6 fue emparejado con la actriz Shannon Elizabeth, siendo eliminados del programa en la séptima semana y terminando en el sexto puesto. Para la temporada 7 tuvo como pareja a la modelo y presentadora Brooke Burke; ellos llegaron a la final y ganaron la competencia el 25 de noviembre de 2008, marcando la primera victoria de Hough.
En 2009, tuvo como pareja a la rapera Lil' Kim para la temporada 8, siendo eliminados en la novena semana y quedando en el quinto puesto. Para la temporada 9 fue emparejado con la modelo Joanna Krupa, con quien logró llegar hasta la semifinal terminando en el cuarto puesto.
En 2010, Hough fue emparejado para la temporada 10 con la cantante principal de The Pussycat Dolls, Nicole Scherzinger; la pareja llegó a la final y ganó la competencia el 25 de mayo, marcando la segunda victoria de Hough.  En la temporada 11 él tuvo como pareja a la actriz Jennifer Grey, con quien también logró ganar la temporada el 23 de noviembre, marcando su tercera victoria.
En 2011, Hough no participó en la temporada 12 con el fin de ser parte de la película Make Your Move. Regresó para la temporada 13 donde fue emparejado con la actriz y presentadora Ricki Lake, con quien llegó hasta la final ubicándose en el tercer puesto.
En 2012, para la temporada 14 fue emparejado con la presentadora Maria Menounos, siendo eliminados en la semifinal a pesar de terminar en la cima de la tabla de puntajes, quedando en el cuarto puesto. Para la temporada 15, una edición All-stars, Hough fue emparejado con la gimnasta y ganadora de la temporada 8, Shawn Johnson; ellos lograron llegar a la final y quedaron en el segundo puesto, perdiendo ante Melissa Rycroft y Tony Dovolani.
En 2013, Hough regresó para la temporada 16, a pesar de haber anunciado meses atrás que ya no formaría parte del programa; tuvo como pareja a la cantante de country Kellie Pickler, con quien logró llegar a la final siendo coronados campeones, marcando la cuarta victoria de Hough. Para la temporada 17 él fue emparejado con la actriz de Glee, Amber Riley, con quien también llegó a la final logrando ganar la competencia, siendo este su quinto triunfo.
En 2014, tuvo como pareja a la snowboarder paralímpica Amy Purdy para la temporada 18, llegando a la final el 24 de mayo y ubicándose en el segundo puesto, detrás de Meryl Davis y Maksim Chmerkovskiy. En la temporada 19 fue emparejado con la personalidad de YouTube, Bethany Mota, llegando a la final y siendo eliminados en la primera noche, ubicándose en el cuarto puesto.
En 2015, fue anunciado como uno de los bailarines profesionales de la temporada 20 donde estuvo emparejado con la gimnasta olímpica Nastia Liukin, con quien llegó hasta la semifinal, terminando en el cuarto puesto. En la temporada 21 tuvo como pareja a la conservacionista ambiental y actriz Bindi Irwin; ellos lograron llegar a la final y ganaron la temporada el 24 de noviembre, marcando la sexta victoria de Hough en el programa.
En 2016, él no formó parte de la temporada 22, pero regresó como bailarín profesional para la temporada 23 donde fue emparejado con la actriz Marilu Henner, siendo la octava pareja eliminada de la competencia y terminando en el sexto puesto. Esta fue la última temporada de Hough en el programa.

#### Rendimiento
| Temporada                                        | Pareja             | Puesto | Promedio |
| ------------------------------------------------ | ------------------ | ------ | -------- |
| 5                                                | Jennie Garth       | 4.º    | 25.67    |
| 6                                                | Shannon Elizabeth  | 6.º    | 24.38    |
| 7                                                | Brooke Burke       | 1.º    | 27.06    |
| 8                                                | Lil' Kim           | 5.º    | 25.81    |
| 9                                                | Joanna Krupa       | 4.º    | 25.46    |
| 10                                               | Nicole Scherzinger | 1.º    | 27.53    |
| 11                                               | Jennifer Grey      | 1.º    | 27.18    |
| 13                                               | Ricki Lake         | 3.º    | 26.67    |
| 14                                               | Maria Menounos     | 4.º    | 26.75    |
| 15                                               | Shawn Johnson      | 2.º    | 27.93    |
| 16                                               | Kellie Pickler     | 1.º    | 27.40    |
| 17                                               | Amber Riley        | 1.º    | 27.75    |
| 18                                               | Amy Purdy          | 2.º    | 27.87    |
| 19                                               | Bethany Mota       | 4.º    | 27.20*   |
| 20                                               | Nastia Liukin      | 4.º    | 27.44*   |
| 21                                               | Bindi Irwin        | 1.º    | 27.88    |
| 23                                               | Marilu Henner      | 6.º    | 23.80*   |
| * Promedios ajustados a una escala de 30 puntos. |                    |        |          |

- Temporada 5 con Jennie Garth

| Semana        | Baile / Canción                          | Puntajes de los jueces | Puntajes de los jueces | Puntajes de los jueces | Resultado        |
| Semana        | Baile / Canción                          | C. I.                  | L. G.                  | B. T.                  | Resultado        |
| ------------- | ---------------------------------------- | ---------------------- | ---------------------- | ---------------------- | ---------------- |
| 1             | Chachachá / «Uptown Girl»                | 7                      | 7                      | 7                      | Salvados         |
| 2             | Quickstep / «Suddenly I See»             | 7                      | 7                      | 7                      | Salvados         |
| 3             | Tango / «Cite Tango»                     | 9                      | 8                      | 9                      | Salvados         |
| 4             | Pasodoble / «Because We Can»             | 8                      | 10                     | 9                      | Salvados         |
| 5             | Samba / «Cosmic Girl»                    | 8                      | 9                      | 8                      | Salvados         |
| 6             | Mambo / «Mambo Baby»                     | 9                      | 9                      | 9                      | Salvados         |
| 6             | Grupo de Rock and roll / «Rockin' Robin» | Sin puntos extras      | Sin puntos extras      | Sin puntos extras      | Salvados         |
| 7             | Vals vienés / «Runaway»                  | 8                      | 8                      | 9                      | Últimos salvados |
| 7             | Rumba / «Fallen»                         | 9                      | 9                      | 10                     | Últimos salvados |
| 8             | Jive / «It Takes Two»                    | 8                      | 8                      | 8                      | Últimos salvados |
| 8             | Foxtrot / «I've Got You Under My Skin»   | 9                      | 9                      | 8                      | Últimos salvados |
| 9 (Semifinal) | Tango / «The Take Over, The Breaks Over» | 9                      | 10                     | 9                      | Eliminados       |
| 9 (Semifinal) | Chachachá / «Mustang Sally»              | 10                     | 10                     | 10                     | Eliminados       |

- Temporada 6 con Shannon Elizabeth

| Semana | Baile / Canción                         | Puntajes de los jueces | Puntajes de los jueces | Puntajes de los jueces | Resultado       |
| Semana | Baile / Canción                         | C. I.                  | L. G.                  | B. T.                  | Resultado       |
| ------ | --------------------------------------- | ---------------------- | ---------------------- | ---------------------- | --------------- |
| 1      | Chachachá / «Shut Up and Drive»         | 7                      | 7                      | 7                      | Sin eliminación |
| 2      | Quickstep / «Swing with Me»             | 8                      | 8                      | 8                      | Salvados        |
| 3      | Jive / «Goody Two-Shoes»                | 8                      | 8                      | 8                      | Salvados        |
| 4      | Vals vienés / «Keep Holding On»         | 9                      | 10                     | 9                      | Salvados        |
| 5      | Samba / «Pon de Replay»                 | 8                      | 8                      | 7                      | Salvados        |
| 6      | Rumba / «True Colors»                   | 8                      | 8                      | 8                      | Salvados        |
| 6      | Grupo de Two-step / «Cotton Eye Joe»    | Sin puntos extras      | Sin puntos extras      | Sin puntos extras      | Salvados        |
| 7      | Tango / «Tanguedia III»                 | 9                      | 9                      | 9                      | Eliminados      |
| 7      | Mambo / «Ain't Nothing Wrong With That» | 8                      | 8                      | 8                      | Eliminados      |

- Temporada 7 con Brooke Burke

| Semana                                                                  | Baile / Canción                             | Puntajes de los jueces | Puntajes de los jueces | Puntajes de los jueces | Resultado |
| Semana                                                                  | Baile / Canción                             | C. I.                  | L. G.                  | B. T.                  | Resultado |
| ----------------------------------------------------------------------- | ------------------------------------------- | ---------------------- | ---------------------- | ---------------------- | --------- |
| 1                                                                       | Chachachá / «Are You My Woman (Tell Me So)» | 7                      | 8                      | 8                      | Salvados  |
| 1                                                                       | Quickstep / «Lover, Come Back to Me»        | 9                      | 8                      | 9                      | Salvados  |
| 2                                                                       | Pasodoble / «Palladio, First Movement»      | 8                      | 8                      | 8                      | Salvados  |
| 3                                                                       | Vals vienés / «Daughters»                   | 9                      | 10                     | 9                      | Salvados  |
| 4                                                                       | Samba / «Hip Hip Chin Chin»                 | 9                      | 8                      | 9                      | Salvados  |
| 5                                                                       | Jitterbug / «Don't Be Cruel»                | 10                     | 9                      | 10                     | Salvados  |
| 6                                                                       | Rumba / «No Air»                            | 8                      | 101                    | 8                      | Salvados  |
| 6                                                                       | Grupo de Hip-hop / «It Takes Two»           | Sin puntos extras      | Sin puntos extras      | Sin puntos extras      | Salvados  |
| 7                                                                       | Foxtrot / «Lullaby of Birdland»             | 10                     | 10                     | 10                     | Salvados  |
| 7                                                                       | Pasodoble en equipo / «Rocks»               | 10                     | 9                      | 10                     | Salvados  |
| 8                                                                       | Tango / «Tango Diabolo»                     | 10                     | 8                      | 10                     | Salvados  |
| 8                                                                       | Mambo / «Cuban Mambo»                       | 9                      | 9                      | 9                      | Salvados  |
| 9 (Semifinal)                                                           | Jive / «The House is Rockin'»               | 7                      | 7                      | 7                      | Salvados  |
| 9 (Semifinal)                                                           | Salsa / «Barbarabatiri»                     | 9                      | 10                     | 9                      | Salvados  |
| 10 (Final)                                                              | Samba / «Blame It On the Boogie»            | 9                      | 9                      | 10                     | Ganadores |
| 10 (Final)                                                              | Freestyle / «You're the One That I Want»    | 10                     | 10                     | 10                     | Ganadores |
| 10 (Final)                                                              | Vals vienés / «Daughters»                   | 10                     | 10                     | 10                     | Ganadores |
| 1Puntaje dado por el juez invitado Michael Flatley en lugar de Goodman. |                                             |                        |                        |                        |           |

- Temporada 8 con Lil' Kim

| Semana | Baile / Canción                                 | Puntajes de los jueces | Puntajes de los jueces | Puntajes de los jueces | Resultado       |
| Semana | Baile / Canción                                 | C. I.                  | L. G.                  | B. T.                  | Resultado       |
| ------ | ----------------------------------------------- | ---------------------- | ---------------------- | ---------------------- | --------------- |
| 1      | Chachachá / «Nasty»                             | 7                      | 7                      | 7                      | Sin eliminación |
| 2      | Quickstep / «Diamonds Are a Girl's Best Friend» | 8                      | 7                      | 8                      | Salvados        |
| 3      | Samba / «Remedio Pa'l Corazón»                  | 8                      | 8                      | 9                      | Salvados        |
| 4      | Tango argentino / «Taquito Militar»             | 9                      | 8                      | 10                     | Salvados        |
| 5      | Vals vienés / «I'll Be»                         | 9                      | 8                      | 9                      | Salvados        |
| 6      | Jive / «Jailhouse Rock»                         | 10                     | 8                      | 10                     | Salvados        |
| 7      | Rumba / «Lost Without U»                        | 9                      | 8                      | 9                      | Salvados        |
| 7      | Grupo de Swing / «The Clapping Song»            | Sin puntos extras      | Sin puntos extras      | Sin puntos extras      | Salvados        |
| 8      | Pasodoble / «El gato montés»                    | 9                      | 9                      | 10                     | Salvados        |
| 8      | Tango en equipo / «Womanizer»                   | 9                      | 9                      | 10                     | Salvados        |
| 9      | Vals / «When I Need You»                        | 8                      | 9                      | 8                      | Eliminados      |
| 9      | Salsa / «Por Arriba, Por Abajo»                 | 9                      | 9                      | 9                      | Eliminados      |

- Temporada 9 con Joanna Krupa

| Semana | Baile / Canción                               | Puntajes de los jueces | Puntajes de los jueces | Puntajes de los jueces | Resultado  |
| Semana | Baile / Canción                               | C. I.                  | L. G.                  | B. T.                  | Resultado  |
| --- | --------------------------------------------- | ---------------------- | ---------------------- | ---------------------- | ---------- |
| 1 | Salsa / «Meddle»                              | 8                      | 8                      | 8                      | Salvados   |
| 1 | Relevo de Foxtrot / «The Best Is Yet to Come» | 10 puntos extras       | 10 puntos extras       | 10 puntos extras       | Salvados   |
| 2 | Jive / «What I Like About You»                | 6                      | 71                     | 7                      | Salvados   |
| 3 | Samba / «La Bomba»                            | 7                      | 8                      | 8                      | Salvados   |
| 4 | Lambada / «Dançando Lambada»                  | 9                      | 8                      | 9                      | Salvados   |
| 52 | Tango argentino / «Whatever Lola Wants»       | 8                      | 8                      | 8                      | Salvados   |
| 52 | Grupo de Hustle / «The Hustle»                | Sin puntos extras      | Sin puntos extras      | Sin puntos extras      | Salvados   |
| 6 | Vals / «Be Here To Love Me»                   | 8                      | 9                      | 9                      | Salvados   |
| 6 | Maratón de Mambo / «Ran Kan Kan»              | 10 puntos extras       | 10 puntos extras       | 10 puntos extras       | Salvados   |
| 7 | Rumba / «The Look of Love»                    | 9                      | 9                      | 9                      | Salvados   |
| 7 | Tango en equipo / «You Give Love a Bad Name»  | 9                      | 9                      | 10                     | Salvados   |
| 8 | Quickstep / «Valerie»                         | 8                      | 7                      | 8                      | Salvados   |
| 8 | Pasodoble / «Living on Video»                 | 9                      | 10                     | 10                     | Salvados   |
| 9 (Semifinal) | Vals vienés / «Hallelujah»                    | 9                      | 9                      | 9                      | Eliminados |
| 9 (Semifinal) | Chachachá / «Can't Get You Out of My Head»    | 9                      | 9                      | 9                      | Eliminados |
| 9 (Semifinal) | Salsa / «La Luz del Ritmo»                    | 9                      | 9                      | 9                      | Eliminados |
| 1Puntaje dado por el juez invitado Baz Luhrmann en lugar de Goodman. 2Debido a una enfermedad, Maksim Chmerkovskiy reemplazó a Hough. |                                               |                        |                        |                        |            |

- Temporada 10 con Nicole Scherzinger

| Semana                                                                                      | Baile / Canción                               | Puntajes de los jueces | Puntajes de los jueces | Puntajes de los jueces | Resultado       |
| Semana                                                                                      | Baile / Canción                               | C. I.                  | L. G.                  | B. T.                  | Resultado       |
| ------------------------------------------------------------------------------------------- | --------------------------------------------- | ---------------------- | ---------------------- | ---------------------- | --------------- |
| 1                                                                                           | Vals vienés / «Hold You In My Arms»           | 9                      | 7                      | 9                      | Sin eliminación |
| 2                                                                                           | Jive / «SOS»                                  | 10                     | 8                      | 10                     | Salvados        |
| 3                                                                                           | Quickstep / «Anything Goes»                   | 8                      | 6                      | 9                      | Salvados        |
| 41                                                                                          | Rumba / «The First Time Ever I Saw Your Face» | 9/8                    | 8/8                    | 8/9                    | Salvados        |
| 5                                                                                           | Tango / «Oh, Pretty Woman»                    | 10                     | 9                      | 10                     | Salvados        |
| 6                                                                                           | Samba / «María»                               | 9                      | 7                      | 10                     | Salvados        |
| 6                                                                                           | Maratón de Swing / «In the Mood»              | 10 puntos extras       | 10 puntos extras       | 10 puntos extras       | Salvados        |
| 7                                                                                           | Vals / «You Light Up My Life»                 | 9                      | 9                      | 9                      | Salvados        |
| 7                                                                                           | Chachachá en equipo / «Telephone»             | 9                      | 9                      | 9                      | Salvados        |
| 8                                                                                           | Foxtrot / «Haven't Met You Yet»               | 10                     | 9                      | 10                     | Salvados        |
| 8                                                                                           | Pasodoble / «Spanish Guitar»                  | 10                     | 10                     | 10                     | Salvados        |
| 9 (Semifinal)                                                                               | Tango argentino / «El Capitalismo Foráneo»    | 10                     | 10                     | 10                     | Salvados        |
| 9 (Semifinal)                                                                               | Chachachá / «Kiss»                            | 10                     | 9                      | 10                     | Salvados        |
| 10 (Final)                                                                                  | Rumba / «The Lady in Red»                     | 9                      | 9                      | 10                     | Salvados        |
| 10 (Final)                                                                                  | Freestyle / «A Little Less Conversation»      | 9                      | 9                      | 9                      | Salvados        |
| 10 (Final)                                                                                  | Tango argentino / «El Capitalismo Foráneo»    | 30 puntos extras       | 30 puntos extras       | 30 puntos extras       | Salvados        |
| 10 (Final)                                                                                  | Jive / «Proud Mary»                           | 10                     | 10                     | 10                     | Ganadores       |
| 1Esta semana se recibió dos puntajes, uno por la ejecución técnica y otro por el desempeño. |                                               |                        |                        |                        |                 |

- Temporada 11 con Jennifer Grey

| Semana | Baile / Canción                                     | Puntajes de los jueces | Puntajes de los jueces | Puntajes de los jueces | Resultado        |
| Semana | Baile / Canción                                     | C. I.                  | L. G.                  | B. T.                  | Resultado        |
| --- | --------------------------------------------------- | ---------------------- | ---------------------- | ---------------------- | ---------------- |
| 1 | Vals vienés / «These Arms of Mine»                  | 8                      | 8                      | 8                      | Salvados         |
| 2 | Jive / «Shake It»                                   | 8                      | 8                      | 8                      | Salvados         |
| 3 | Samba / «A Little Respect»                          | 8                      | 8                      | 8                      | Salvados         |
| 41 | Tango argentino / «La cumparsita»                   | 9/10                   | 9/9                    | 9/10                   | Salvados         |
| 5 | Foxtrot / «Love and Marriage»                       | 8                      | 8                      | 9                      | Salvados         |
| 6 | Pasodoble / «So What»                               | 6                      | 7                      | 7                      | Últimos salvados |
| 6 | Maratón de Rock and roll / «La Grange»              | 9 puntos extras        | 9 puntos extras        | 9 puntos extras        | Últimos salvados |
| 7 | Chachachá en equipo / «Bust A Move»                 | 9                      | 9                      | 9                      | Salvados         |
| 7 | Tango / «Shut Up»                                   | 102/9                  | 9                      | 9                      | Salvados         |
| 8 | Quickstep / «Let's Face the Music and Dance»        | 9                      | 9                      | 9                      | Salvados         |
| 8 | Rumba / «Waiting for a Girl Like You»               | 10                     | 10                     | 10                     | Salvados         |
| 9 (Semifinal) | Chachachá / «Mercy»                                 | 10                     | 10                     | 10                     | Salvados         |
| 9 (Semifinal) | Vals / «Way Over Yonder»                            | 10                     | 10                     | 10                     | Salvados         |
| 10 (Final) | Pasodoble / «Habanera»                              | 10                     | 10                     | 10                     | Ganadores        |
| 10 (Final) | Freestyle / «Do You Love Me (Now That I Can Dance)» | 10                     | 10                     | 10                     | Ganadores        |
| 10 (Final) | Vals vienés / «These Arms of Mine»                  | 10                     | 10                     | 10                     | Ganadores        |
| 10 (Final) | Chachachá / «Raise Your Glass»                      | 9                      | 9                      | 10                     | Ganadores        |
| 1Esta semana se recibió dos puntajes, uno por la ejecución técnica y otro por el desempeño. 2Puntaje dado por el juez invitado Drew Lachey. |                                                     |                        |                        |                        |                  |

- Temporada 13 con Ricki Lake

| Semana        | Baile / Canción                                   | Puntajes de los jueces | Puntajes de los jueces | Puntajes de los jueces | Resultado     |
| Semana        | Baile / Canción                                   | C. I.                  | L. G.                  | B. T.                  | Resultado     |
| ------------- | ------------------------------------------------- | ---------------------- | ---------------------- | ---------------------- | ------------- |
| 1             | Vals vienés / «This Year's Love»                  | 7                      | 6                      | 7                      | Salvados      |
| 2             | Jive / «Hey Ya!»                                  | 8                      | 7                      | 8                      | Salvados      |
| 3             | Rumba / «Gravity»                                 | 9                      | 9                      | 9                      | Salvados      |
| 4             | Tango / «The Murder»                              | 10                     | 9                      | 10                     | Salvados      |
| 5             | Foxtrot / «Easy Lover»                            | 8                      | 8                      | 8                      | Salvados      |
| 6             | Quickstep / «Luck Be a Lady»                      | 10                     | 9                      | 10                     | Salvados      |
| 6             | Grupo de Broadway / «Big Spender» & «Money Money» | Sin puntos extras      | Sin puntos extras      | Sin puntos extras      | Salvados      |
| 7             | Pasodoble / «Sweet Dreams»                        | 9                      | 9                      | 9                      | Salvados      |
| 7             | Pasodoble en equipo / «Bring Me to Life»          | 9                      | 8                      | 9                      | Salvados      |
| 8             | Vals / «(You Make Me Feel Like) A Natural Woman»  | 9                      | 9                      | 10                     | Salvados      |
| 8             | Jive / «Land of a Thousand Dances»                | 8                      | 8                      | 8                      | Salvados      |
| 9 (Semifinal) | Samba / «Jump in the Line (Shake, Señora)»        | 10                     | 10                     | 10                     | Salvados      |
| 9 (Semifinal) | Tango argentino / «Allerdings»                    | 9                      | 10                     | 10                     | Salvados      |
| 9 (Semifinal) | Relevo de Chachachá / «I Like How It Feels»       | 8 puntos extras        | 8 puntos extras        | 8 puntos extras        | Salvados      |
| 10 (Final)    | Chachachá / «Yeah 3x»                             | 9                      | 9                      | 9                      | Tercer puesto |
| 10 (Final)    | Freestyle / «Can't Touch It»                      | 9                      | 9                      | 9                      | Tercer puesto |
| 10 (Final)    | Tango / «The Murder»                              | 30 puntos extras       | 30 puntos extras       | 30 puntos extras       | Tercer puesto |

- Temporada 14 con Maria Menounos

| Semana        | Baile / Canción                                | Puntajes de los jueces | Puntajes de los jueces | Puntajes de los jueces | Resultado       |
| Semana        | Baile / Canción                                | C. I.                  | L. G.                  | B. T.                  | Resultado       |
| ------------- | ---------------------------------------------- | ---------------------- | ---------------------- | ---------------------- | --------------- |
| 1             | Chachachá / «Stronger (What Doesn't Kill You)» | 7                      | 7                      | 7                      | Sin eliminación |
| 2             | Quickstep / «Sexy Sexy»                        | 8                      | 8                      | 8                      | Salvados        |
| 3             | Rumba / «Material Girl»                        | 9                      | 9                      | 9                      | Salvados        |
| 4             | Tango / «School's Out»                         | 9                      | 8                      | 9                      | Salvados        |
| 5             | Salsa / «The Cup of Life»                      | 9                      | 9                      | 10                     | Salvados        |
| 6             | Foxtrot / «Jimmy Mack»                         | 8                      | 9                      | 9                      | Salvados        |
| 6             | Maratón de Motown / «Nowhere to Run»           | 4 puntos extras        | 4 puntos extras        | 4 puntos extras        | Salvados        |
| 7             | Pasodoble / «Montagues and Capulets»           | 10                     | 10                     | 10                     | Salvados        |
| 7             | Tango en equipo / «Toccata»                    | 10                     | 8                      | 9                      | Salvados        |
| 8             | Vals vienés / «A Thousand Years»               | 10                     | 8                      | 10                     | Salvados        |
| 8             | Samba en trío / «Mama Do the Hump»             | 9                      | 7                      | 9                      | Salvados        |
| 9 (Semifinal) | Tango argentino / «La Yumba»                   | 10                     | 10                     | 10                     | Eliminados      |
| 9 (Semifinal) | Jive / «Tightrope»                             | 10                     | 9                      | 10                     | Eliminados      |

- Temporada 15 con Shawn Johnson

| Semana                                                                                              | Baile / Canción                                                                     | Puntajes de los jueces | Puntajes de los jueces | Puntajes de los jueces | Resultado       |
| Semana                                                                                              | Baile / Canción                                                                     | C. I.                  | L. G.                  | B. T.                  | Resultado       |
| --------------------------------------------------------------------------------------------------- | ----------------------------------------------------------------------------------- | ---------------------- | ---------------------- | ---------------------- | --------------- |
| 1                                                                                                   | Foxtrot / «Good Time»                                                               | 8.0                    | 6.5                    | 7.5                    | Salvados        |
| 2                                                                                                   | Jive / «The Nicest Kids in Town»                                                    | 8.5                    | 8.0                    | 8.5                    | Salvados        |
| 3                                                                                                   | Quickstep / «Hey Pachuco»                                                           | 9.0                    | 8.0                    | 9.5                    | Salvados        |
| 4                                                                                                   | Mambo / «Paro los Rumberos»                                                         | 10                     | 9.5/101                | 10                     | Salvados        |
| 5                                                                                                   | Rumba / «My Heart Will Go On»                                                       | 9.0                    | 8.0                    | 10                     | Sin eliminación |
| 5                                                                                                   | Freestyle en equipo / «Call Me Maybe»                                               | 9.5                    | 10                     | 10                     | Sin eliminación |
| 6                                                                                                   | Chachachá / «She Thinks My Tractor's Sexy»                                          | 9.5                    | 8.5                    | 10                     | Salvados        |
| 6                                                                                                   | Grupo de Freestyle / «Save a Horse (Ride a Cowboy)» & «I Play Chicken with a Train» | Sin puntos extras      | Sin puntos extras      | Sin puntos extras      | Salvados        |
| 72                                                                                                  | Tango & Pasodoble fusión / «Livin' on a Prayer»                                     | 10                     | 10                     | 10                     | Sin eliminación |
| 72                                                                                                  | Maratón de Swing / «Do Your Thing»                                                  | 8 puntos extras        | 8 puntos extras        | 8 puntos extras        | Sin eliminación |
| 8                                                                                                   | Vals vienés / «Angel»                                                               | 10                     | 9.5                    | 10                     | Salvados        |
| 8                                                                                                   | Samba en trío / «Jungle Jazz»                                                       | 10                     | 7.0                    | 9.0                    | Salvados        |
| 9 (Semifinal)                                                                                       | Bhangra / «Mundian to Bach Ke»                                                      | 10                     | 10                     | 10                     | Salvados        |
| 9 (Semifinal)                                                                                       | Tango argentino / «Bad»                                                             | 9.0                    | 10                     | 10                     | Salvados        |
| 10 (Final)                                                                                          | Quickstep / «Hey Pachuco»                                                           | 9.0                    | 8.5                    | 9.5                    | Segundo puesto  |
| 10 (Final)                                                                                          | Freestyle / «Carnival de Paris»                                                     | 10                     | 10                     | 10                     | Segundo puesto  |
| 10 (Final)                                                                                          | Chachachá / «Respect»                                                               | 10                     | 10                     | 10                     | Segundo puesto  |
| 1Puntaje dado por la juez invitada Paula Abdul 2Debido a una lesión, Mark Ballas reemplazó a Hough. |                                                                                     |                        |                        |                        |                 |

- Temporada 16 con Kellie Pickler

| Semana        | Baile / Canción                              | Puntajes de los jueces | Puntajes de los jueces | Puntajes de los jueces | Resultado       |
| Semana        | Baile / Canción                              | C. I.                  | L. G.                  | B. T.                  | Resultado       |
| ------------- | -------------------------------------------- | ---------------------- | ---------------------- | ---------------------- | --------------- |
| 1             | Chachachá / «Domino»                         | 7                      | 7                      | 7                      | Sin eliminación |
| 2             | Jazz / «Lights»                              | 9                      | 8                      | 9                      | Salvados        |
| 3             | Grupo de Freestyle / «The Rockafeller Skank» | Sin puntos extras      | Sin puntos extras      | Sin puntos extras      | Salvados        |
| 3             | Jive / «Footloose»                           | 8                      | 9                      | 8                      | Salvados        |
| 4             | Rumba / «Say I Do»                           | 9                      | 8                      | 9                      | Salvados        |
| 5             | Foxtrot / «It Had to Be You»                 | 9                      | 9                      | 9                      | Salvados        |
| 6             | Quickstep / «Part-Time Lover»                | 9                      | 10                     | 10                     | Salvados        |
| 6             | Samba en equipo / «Superstition»             | 8                      | 9                      | 8                      | Salvados        |
| 7             | Samba / «Shake Your Bon-Bon»                 | 9                      | 10                     | 10                     | Salvados        |
| 8             | Vals vienés / «Fade Into You»                | 9                      | 9                      | 10                     | Salvados        |
| 8             | Pasodoble en trío / «Unstoppable»            | 10                     | 7                      | 10                     | Salvados        |
| 9 (Semifinal) | Tango argentino / «Para Te»                  | 10                     | 10                     | 10                     | Salvados        |
| 9 (Semifinal) | Flamenco / «The Pirate That Should Not Be»   | 9                      | 10                     | 9                      | Salvados        |
| 10 (Final)    | Quickstep / «Peppy and George»               | 10                     | 10                     | 10                     | Salvados        |
| 10 (Final)    | Relevo de Chachachá / «Treasure»             | 4 puntos extras        | 4 puntos extras        | 4 puntos extras        | Salvados        |
| 10 (Final)    | Freestyle / «Beneath Your Beautiful»         | 10                     | 10                     | 10                     | Salvados        |
| 10 (Final)    | Jive / «Keep A-Knockin'»                     | 10                     | 10                     | 10                     | Ganadores       |

- Temporada 17 con Amber Riley

| Semana | Baile / Canción                                                             | Puntajes de los jueces | Puntajes de los jueces | Puntajes de los jueces | Resultado       |
| Semana | Baile / Canción                                                             | C. I.                  | L. G.                  | B. T.                  | Resultado       |
| --- | --------------------------------------------------------------------------- | ---------------------- | ---------------------- | ---------------------- | --------------- |
| 1 | Chachachá / «Wings»                                                         | 9                      | 9                      | 9                      | Sin eliminación |
| 2 | Jive / «Reet Petite»                                                        | 8                      | 8                      | 8                      | Salvados        |
| 3 | Charlestón / «Bang Bang»                                                    | 8                      | 8                      | 8                      | Salvados        |
| 4 | Tango / «Love Lockdown»                                                     | 9                      | 91                     | 9                      | Salvados        |
| 5 | Foxtrot / «Try a Little Tenderness»                                         | 9                      | 7                      | 10                     | Salvados        |
| 6 | Samba / «Get It Right»                                                      | 10                     | 8                      | 10                     | Sin eliminación |
| 6 | Reto de cambio / Varias                                                     | 4 puntos extras        | 4 puntos extras        | 4 puntos extras        | Sin eliminación |
| 7 | Pasodoble / «Diablo Rojo»                                                   | 10                     | 10                     | 9                      | Salvados        |
| 7 | Freestyle en equipo / «The Fox (What Does the Fox Say?)»                    | 10                     | 10                     | 10                     | Salvados        |
| 8 | Rumba / «If I Could Turn Back Time»                                         | 9                      | 92                     | 10                     | Salvados        |
| 9 | Quickstep / «Diga Diga Doo»                                                 | 8                      | 8                      | 8                      | Salvados        |
| 9 | Salsa en trío / «Que Viva la Vida»                                          | 9                      | 9                      | 9                      | Salvados        |
| 10 (Semifinal) | Jazz / «Locked Out of Heaven»                                               | 10                     | 10/93                  | 10                     | Salvados        |
| 10 (Semifinal) | Vals vienés / «Locked Out of Heaven»                                        | 10                     | 10/103                 | 10                     | Salvados        |
| 11 (Final) | Charlestón / «Bang Bang»                                                    | 10                     | 10                     | 10                     | Salvados        |
| 11 (Final) | Relevo de Samba / «No Scrubs»»                                              | 4 puntos extras        | 4 puntos extras        | 4 puntos extras        | Salvados        |
| 11 (Final) | Freestyle / «Can You Do This»                                               | 10                     | 10                     | 10                     | Salvados        |
| 11 (Final) | Quickstep & Samba fusión / «(Your Love Keeps Lifting Me) Higher and Higher» | 10                     | 10                     | 10                     | Ganadores       |
| 1Puntaje dado por la juez invitada Julianne Hough en lugar de Goodman. 2Puntaje dado por la juez invitada Cher en lugar de Goodman. 3Puntaje dado por el juez invitado Maksim Chmerkovskiy. |                                                                             |                        |                        |                        |                 |

- Temporada 18 con Amy Purdy

| Semana | Baile / Canción                                  | Puntajes de los jueces | Puntajes de los jueces | Puntajes de los jueces | Puntajes de los jueces | Resultado       |
| Semana | Baile / Canción                                  | C. I.                  | L. G.                  | Inv.1                  | B. T.                  | Resultado       |
| --- | ------------------------------------------------ | ---------------------- | ---------------------- | ---------------------- | ---------------------- | --------------- |
| 1 | Chachachá / «Counting Stars»                     | 8                      | 8                      | —                      | 8                      | Sin eliminación |
| 2 | Swing / «Swing Set»                              | 8                      | 8                      | —                      | 8                      | Salvados        |
| 3 | Contemporáneo / «Human»                          | 9                      | 9                      | 9                      | 9                      | Salvados        |
| 42 | Salsa / «Brand New»                              | 9                      | 8                      | 8                      | 9                      | Sin eliminación |
| 5 | Vals / «So This Is Love»                         | 9                      | 9                      | 10                     | 9                      | Salvados        |
| 6 | Jive / «Shout»                                   | 9                      | 9                      | 10                     | 10                     | Salvados        |
| 7 | Rumba / «Light My Fire»                          | 9                      | 9                      | 9                      | 9                      | Salvados        |
| 7 | Freestyle en equipo / «Livin' la Vida Loca»      | 10                     | 9                      | 10                     | 10                     | Salvados        |
| 8 | Tango argentino / «Heart Upon My Sleeve»         | 10                     | 10                     | 10                     | 10                     | Salvados        |
| 8 | Jive en equipo / «Ain't Nothing Wrong with That» | 9                      | 10                     | 10                     | 10                     | Salvados        |
| 9 (Semifinal) | Quickstep / «You Can't Hurry Love»               | 10                     | 9                      | 10                     | 10                     | Salvados        |
| 9 (Semifinal) | Jazz / «Too Darn Hot»                            | 9                      | 10                     | 10                     | 10                     | Salvados        |
| 10 (Final) | Salsa / «Ran Kan Kan»                            | 10                     | 10                     | —                      | 10                     | Salvados        |
| 10 (Final) | Freestyle / «Dare You»                           | 10                     | 9                      | —                      | 10                     | Salvados        |
| 10 (Final) | Tango argentino & Chachachá fusion / «Rather Be» | 10                     | 10                     | —                      | 10                     | Segundo puesto  |
| 1En orden: Robin Roberts, Julianne Hough, Donny Osmond, Redfoo, Ricky Martin, Abby Lee Miller y Kenny Ortega. 2Por los «cambios de pareja», Purdy bailó con Mark Ballas y Hough con NeNe Leakes. |                                                  |                        |                        |                        |                        |                 |

- Temporada 19 con Bethany Mota

| Semana | Baile / Canción                              | Puntajes de los jueces | Puntajes de los jueces | Puntajes de los jueces | Puntajes de los jueces | Resultado       |
| Semana | Baile / Canción                              | C. I.                  | L. G.                  | J. H.                  | B. T.                  | Resultado       |
| --- | -------------------------------------------- | ---------------------- | ---------------------- | ---------------------- | ---------------------- | --------------- |
| 1 | Jive / «Shake It Off»                        | 8                      | 8                      | 8                      | 8                      | Salvados        |
| 2 | Foxtrot / «All About That Bass»              | 8                      | 9                      | 8                      | 8                      | Salvados        |
| 3 | Jazz / «Singin' in the Rain»                 | 10                     | 101                    | 10                     | 10                     | Salvados        |
| 4 | Rumba / «Try»                                | 8                      | 92                     | 8                      | 8                      | Salvados        |
| 53 | Hip-hop / «She Came to Give It to You»       | 8                      | 84                     | 8                      | 8                      | Sin eliminación |
| 6 | Tango / «Jealous (I Ain't with It)»          | 9                      | 95                     | 9                      | 9                      | Salvados        |
| 7 | Pasodoble / «Run Boy Run»                    | 10                     | 9                      | 10                     | 10                     | Salvados        |
| 7 | Freestyle en equipo / «Black Widow»          | 9                      | 9                      | 9                      | 9                      | Salvados        |
| 8 | Salsa / «Babalu»                             | 9                      | 9                      | 9                      | 10                     | Salvados        |
| 8 | Duelo de Chachachá / «Really Don't Care»     | 3 puntos extras        | 3 puntos extras        | 3 puntos extras        | 3 puntos extras        | Salvados        |
| 9 | Vals vienés / «Say You Love Me»              | 9                      | 9                      | 9                      | 9                      | Salvados        |
| 9 | Tango argentino en trío / «Jungle»           | 9                      | 10                     | 10                     | 9                      | Salvados        |
| 10 (Semifinal) | Samba / «I Want You Back»                    | 9                      | 9                      | 9                      | 9                      | Salvados        |
| 10 (Semifinal) | Contemporáneo / «I Want You Back»            | 10                     | 10                     | 10                     | 10                     | Salvados        |
| 11 (Final) | Jive / «Shake It Off»                        | 9                      | 9                      | 9                      | 9                      | Eliminados      |
| 11 (Final) | Freestyle / «Revolution (District 78 Remix)» | 10                     | 10                     | 10                     | 10                     | Eliminados      |
| 1Puntaje dado por el juez invitado Kevin Hart en lugar de Goodman. 2Puntaje dado por el público en lugar de Goodman. 3Por los «cambios de pareja», Mota bailó con Mark Ballas y Hough con Sadie Robertson. 4Puntaje dado por la juez invitada Jessie J en lugar de Goodman. 5Puntaje dado por el juez invitado Pitbull en lugar de Goodman. |                                              |                        |                        |                        |                        |                 |

- Temporada 20 con Nastia Liukin

| Semana                                                | Baile / Canción                             | Puntajes de los jueces | Puntajes de los jueces | Puntajes de los jueces | Puntajes de los jueces | Resultado       |
| Semana                                                | Baile / Canción                             | C. I.                  | L. G.                  | J. H.                  | B. T.                  | Resultado       |
| ----------------------------------------------------- | ------------------------------------------- | ---------------------- | ---------------------- | ---------------------- | ---------------------- | --------------- |
| 1                                                     | Foxtrot / «New York, New York»              | 7                      | 7                      | 8                      | 8                      | Sin eliminación |
| 2                                                     | Rumba / «Thinking Out Loud»                 | 9                      | 8                      | 8                      | 9                      | Salvados        |
| 3                                                     | Samba / «Chillando Goma»                    | 9                      | 8                      | 9                      | 8                      | Salvados        |
| 4                                                     | Tango argentino / «Variations on Dark Eyes» | 9                      | 8                      | 9                      | 10                     | Salvados        |
| 5                                                     | Jazz / «Love Is an Open Door»               | 9                      | 9                      | 10                     | 10                     | Salvados        |
| 6                                                     | Tango / «Summer»                            | 9                      | 8                      | 8                      | 9                      | Salvados        |
| 6                                                     | Freestyle en equipo / «Wipe Out»            | 10                     | 9                      | 10                     | 10                     | Salvados        |
| 71                                                    | Charlestón / «Honey, I'm Good»              | 10                     | 9                      | 9                      | 10                     | Salvados        |
| 81                                                    | Pasodoble / «Centuries»                     | 9                      | 9                      | 9                      | 9                      | Salvados        |
| 81                                                    | Jive en trío / «Diane Young»                | 10                     | 10                     | 10                     | 10                     | Salvados        |
| 9 (Semifinal)                                         | Quickstep1 / «Feeling Good»                 | 10                     | 10                     | 10                     | 10                     | Eliminados      |
| 9 (Semifinal)                                         | Vals vienés / «Fall for You»                | 10                     | —                      | 10                     | 10                     | Eliminados      |
| 1Debido a una lesión, Sasha Farber reemplazó a Hough. |                                             |                        |                        |                        |                        |                 |

- Temporada 21 con Bindi Irwin

| Semana | Baile / Canción                                          | Puntajes de los jueces | Puntajes de los jueces | Puntajes de los jueces | Resultado        |
| Semana | Baile / Canción                                          | C. I.                  | J. H.                  | B. T.                  | Resultado        |
| --- | -------------------------------------------------------- | ---------------------- | ---------------------- | ---------------------- | ---------------- |
| 1 | Jive / «Crocodile Rock»                                  | 8                      | 8                      | 8                      | Sin eliminación  |
| 2 | Tango / «You Shook Me All Night Long»                    | 9                      | 8                      | 8                      | Salvados         |
| 2 | Vals / «Only a Man»                                      | 7                      | 8                      | 8                      | Salvados         |
| 3 | Quickstep / «Movin' on Up»                               | 8                      | 81/8                   | 8                      | Salvados         |
| 4 | Contemporáneo / «Every Breath You Take»                  | 9                      | 9                      | 10                     | Salvados         |
| 52 | Chachachá / «Hold My Hand»                               | 9                      | 9/103                  | 9                      | Sin eliminación  |
| 6 | Rumba / «(I've Had) The Time of My Life»                 | 10                     | 10/104                 | 10                     | Salvados         |
| 7 | Tango argentino / «Cry Little Sister»                    | 10                     | 10                     | 10                     | Salvados         |
| 7 | Freestyle en equipo / «Ghostbusters»                     | 9                      | 10                     | 9                      | Salvados         |
| 8 | Foxtrot / «Grace Kelly»                                  | 10                     | 9                      | 9                      | Salvados         |
| 8 | Duelo de Jive / «Travelin' Band»                         | Sin puntos extras      | Sin puntos extras      | Sin puntos extras      | Salvados         |
| 9 | Vals vienés / «Roses and Violets»                        | 10                     | 10                     | 10                     | Salvados         |
| 9 | Charlestón en equipo / «All That Jazz» & «Hot Honey Rag» | 10                     | 10                     | 10                     | Salvados         |
| 10 (Semifinal) | Salsa / «You're Never Fully Dressed Without a Smile»     | 9                      | 9                      | 9                      | Últimos salvados |
| 10 (Semifinal) | Duelo de Samba / «Lean On»                               | 3 puntos extras        | 3 puntos extras        | 3 puntos extras        | Últimos salvados |
| 10 (Semifinal) | Jazz en trío / «Resolve»                                 | 10                     | 10                     | 10                     | Últimos salvados |
| 11 (Final) | Quickstep / «Dr. Bones»                                  | 10                     | 10                     | 10                     | Salvados         |
| 11 (Final) | Freestyle / «Footprints in the Sand»                     | 10                     | 10                     | 10                     | Salvados         |
| 11 (Final) | Tango argentino & Chachachá fusión / «All the Way»       | 10                     | 10                     | 10                     | Ganadores        |
| 1Puntaje dado por el juez invitado Alfonso Ribeiro. 2Por los «cambios de pareja», Irwin bailó con Valentin Chmerkovskiy y Hough con Alexa PenaVega. 3Puntaje dado por el juez invitado Maksim Chmerkovskiy. 4Puntaje dado por la juez invitada Olivia Newton-John. |                                                          |                        |                        |                        |                  |

- Temporada 23 con Marilu Henner

| Semana | Baile / Canción                                     | Puntajes de los jueces | Puntajes de los jueces | Puntajes de los jueces | Puntajes de los jueces | Resultado       |
| Semana | Baile / Canción                                     | C. I.                  | L. G.                  | J. H.                  | B. T.                  | Resultado       |
| --- | --------------------------------------------------- | ---------------------- | ---------------------- | ---------------------- | ---------------------- | --------------- |
| 1 | Jive / «Can't Stop Dancing»                         | 7                      | 7                      | 6                      | 7                      | Sin eliminación |
| 2 | Foxtrot / «Angela»                                  | 7                      | 8                      | 7                      | 7                      | Salvados        |
| 3 | Tango / «Battle Cry»                                | 7                      | 7                      | 7                      | 7                      | Salvados        |
| 4 | Pasodoble / «Battlefield»                           | 7                      | —                      | 7                      | 7                      | Salvados        |
| 5 | Vals vienés / «Surprise Yourself»                   | 9                      | —                      | 9                      | 9                      | Sin eliminación |
| 6 | Chachachá / «Echa Pa'Lante»                         | 8                      | 91                     | 9                      | 8                      | Salvados        |
| 7 | Charlestón / «Never Forget You»                     | 7                      | 7                      | 8                      | 7                      | Salvados        |
| 7 | Freestyle en equipo / «Embrace»                     | 8                      | 9                      | 9                      | 9                      | Salvados        |
| 8 | Tango argentino / «Sweet Dreams (Are Made of This)» | 7                      | —                      | 8                      | 8                      | Salvados        |
| 8 | Duelo de Chachachá / «Can't Feel My Face»           | Sin puntos extras      | Sin puntos extras      | Sin puntos extras      | Sin puntos extras      | Salvados        |
| 9 | Samba / «December, 1963 (Oh, What a Night)»         | 9                      | 92                     | 9                      | 9                      | Eliminados      |
| 9 | Jazz en equipo / «Big Noise from Winnetka»          | 9                      | 92                     | 9                      | 9                      | Eliminados      |
| 1Puntaje dado por el juez invitado Pitbull en lugar de Goodman. 2Puntaje dado por la juez invitada Idina Menzel en lugar de Goodman. |                                                     |                        |                        |                        |                        |                 |

#### Récords
- Hough es el único bailarín profesional que ha ganado seis Trofeos Mirror Ball, y el primero (y único) que consiguió dos victorias consecutivas.[71] Ha obtenido 49 puntajes perfectos y 249 dieces durante las temporadas (el puntaje perfecto de Johnson con Ballas y los puntajes perfectos que Liukin consiguió con Farber no están incluidos).
- Es el único bailarín profesional en haber logrado dieces con todas sus parejas celebridades, excepto con Marilu Henner en la temporada 23.[71]
- Es el único profesional en ser el director creativo de Macy's Stars of Dance y en coreografiarlo tres veces en la temporada 18.[72][73][74]
- Ganó las estrellas de baile de Macy's Stars of Dance: Design-a-Dance cuatro de ocho veces (en las temporadas 7,[75] 8,[76] 11[77] y 13[78]).

### Teatro
La obra teatral más temprana de Hough incluye interpretar el papel principal en Jesus Christ Superstar en el Teatro Millfield, y bailar en la compañía en Chitty Chitty Bang Bang en el London Palladium.
En 2006, Hough protagonizó Ren en la producción original de Footloose: The Musical aen el Teatro Novelo en el West End de Londres, así como en la gira nacional del Reino Unido de 2006. El desempeño de West End de Hough le ganó una nominación como el Stuart Phillips London Newcomer del Año en el Whatsonstage.com Theatregoers 'Choice Awards. Ough hizo su debut en Broadway el 8 de enero de 2010, protagonizada por Kym Johnson y Mary Murphy en Burn the Floor para las cuatro actuaciones finales de Broadway del espectáculo.
OEl 13 de enero de 2015, se anunció que Hough aparecería en el New York Spring Spectacular, en Radio City Music Hall. Debido a la producción, se anunció que Hough no volvería para el décimo aniversario de Dancing with the Stars, sin embargo, durante el anuncio del reparto, Hough y su pareja de baile Nastia Liukin fueron revelados como concursantes sorpresa.
El 27 de febrero de 2016, durante la cena anual pre-Oscar de la Compañía Weinstein en el Montage en Beverly Hills, se anunció que Hough sería el protagonista masculino de la próxima producción de Broadway, Singin' in the Rain.

### Actuación
Hough hizo dos apariciones de camaeo; uno en 2001 en la película Harry Potter y la piedra filosofal y uno en 2012 en la película La era del rock, donde su hermana Julianne estaba interpretando el papel principal femenino. En 2011, Hough descansó una temporada de Dancing with the Stars para protagonizar su primera película Make Your Move (título original Cobu 3D) que se estrenó tres años después, el 31 de marzo de 2014 en Los Ángeles.
El 25 de abril de 2011, Hough hizo una aparición como invitado en el programa ABC, Better with You as a dance instructor. El 14 de agosto de 2014, se anunció que se uniría al elenco de la serie ABC, Nashville para un arco de varios episodios como Noah West. Después de tres episodios durante la tercera temporada, el personaje de Hough regresa en la cuarta temporada para más episodios.
El 18 de abril de 2016, Hough fue invitado estrellado en la serie de The CW, Jane the Virgin.
El 27 de abril de 2016, se anunció que Hough interpretaría a Corny Collins en la emisión en vivo de NBC de Hairspray, que se emitió el 7 de diciembre.

### World of Dance
En mayo de 2017, Hough se unió a la nueva serie de baile de la NBC, World of Dance como juez, junto a Jennifer Lopez y Ne-Yo y la presentadora Jenna Dewan-Tatum. Fue el estreno principal de una nueva serie alternativa de verano transmitida en cinco años y la más vista en nueve años.

### Otros medios
Hough fue uno de los panelistas de Bruno Tonioli en DanceX de BBC One, cuyo primer episodio fue transmitido el 14 de julio de 2007. Pasó a coreografiar y actuar en el vídeo musical de «Parachute» de Cheryl Cole, después de ser presentado a ella por Tonioli.
Hough fue miembro fundador de Ballas Hough Band (antes Almost Amy) y compartió voces principales, tocó la guitarra y tuvo varios créditos de composición en el álbum debut auto-titulado de la banda que fue lanzado por Hollywood Records en marzo de 2009.
Hough dirigió el video musical de Mark Ballas para su canción «Get My Name» que fue lanzada en MTV el 14 de mayo de 2014.
El primer libro de Hough Taking the Lead: Lessons from a Life in Motion salió el 5 de agosto de 2014 y logró entrar en la Lista de best sellers del New York Times el 24 de agosto de 2014.
Junto con Ballas, Hough compró una casa con el fin de voltear para obtener ganancias. El proceso de renovación del hogar fue transmitido como una serie de cuatro episodios en HGTV llamado Mark & Derek's Excellent Flip. El espectáculo fue transmitido en la primavera de 2015.
En 2016, Hough apareció junto a Lindsey Stirling en el video musical para The Arena, que también coreografió.
En 2017, Hough participó en la edición de celebridades de Guerrero Ninja Americano para el Red Nose Day.
En 2017, en una entrevista con Billboard, Hough revela que participara en álbum de la banda estadounidense de metal alternativo Breaking Benjamin de su sexto álbum Ember, lanzado el 13 de abril de 2018.

## Filmografía

### Cine
| Año  | Título                             | Papel              | Notas                                       |
| ---- | ---------------------------------- | ------------------ | ------------------------------------------- |
| 2001 | Harry Potter y la piedra filosofal | Alumno de Hogwarts | Función sin acreditar                       |
| 2012 | La era del rock                    | Extra              | Cameo                                       |
| 2013 | Make Your Move                     | Donny              | El primer título de la película fue Cobu 3D |

### Televisión
| Año       | Título                                             | Papel             | Notas |
| --------- | -------------------------------------------------- | ----------------- | --- |
| 2007      | DanceX                                             | Él mismo          | Panelista; BBC One |
| 2007-2016 | Dancing with the Stars                             | Él mismo          | 6 veces ganador; 2 veces ganador del Emmy |
| 2011      | Better with You                                    | Philip            | Episodio: «Better With Dancing» |
| 2011      | When I Was 17                                      | Él mismo          | Serie de MTV; temporada 2, episodio 35 |
| 2013      | Family Dance Off                                   | Presentador       | Especial |
| 2014-2016 | Nashville                                          | Noah West         | Papel recurrente |
| 2015      | Mark & Derek's Excellent Flip                      | Él mismo          | Serie de HGTV; todos los 4 episodios |
| 2015      | Lip Sync Battle                                    | Él mismo          | Derek Hough vs Julianne Hough (1.8) |
| 2016      | Jane the Virgin                                    | Bailarín de salsa | Episodio: «Chapter 40» |
| 2016      | Hairspray Live!                                    | Corny Collins     | Musical en vivo de NBC |
| 2017-2020 | World of Dance                                     | Juez              | Competencia de baile de NBC |
| 2017      | Guerrero Ninja Americano                           | Él mismo          | Especial del Red Nose Day |
| 2018      | Running Wild with Bear Grylls                      | Él mismo          | Invitado 1 episodio, reality show de TV (temporada 4) |
| 2019      | Holiday with the Houghs                            | Él mismo          | Anfitrión, especial navideño de TV |
| 2021      | High School Musical: el musical: la serie          | Zack              | Elenco recurrente, serie de TV Disney+ (temporada 2) |
| 2021      | Kennedy Center Honors                              | El mismo          | Rinde homenaje al actor Dick Van Dyke, homenajeado en la 43ª edición de los Kennedy Center Honors, evento especial de televisión emitido por CBS en junio de 2021. |
| 2022      | Step into the Movies with Derek and Julianne Hough | El mismo          | Anfitrión especial de TV |
| 2023      | Dick Van Dyke 98 Years of Magic                    | El mismo          | Anfitrión especial de TV |

### Vídeos musicales
| Año  | Título                      | Papel                                   | Notas                                                         |
| ---- | --------------------------- | --------------------------------------- | ------------------------------------------------------------- |
| 2008 | «That Song in My Head»      | Cameo                                   | Artista: Julianne Hough Sencillo: «That Song in My Head»      |
| 2009 | «99 Times»                  | Hombre principal                        | Artista: Kate Voegele Álbum: A Fine Mess                      |
| 2009 | «Download»                  | Cameo                                   | Artista: Lil' Kim Sencillo: «Download»                        |
| 2010 | «Parachute»                 | Bailarín principal                      | Artista: Cheryl Cole Álbum: 3 Words                           |
| 2013 | «Someone Somewhere Tonight» | Bailarín principal                      | Artista: Kellie Pickler Sencillo: «Someone Somewhere Tonight» |
| 2014 | «Get My Name»               | Director                                | Artista: Mark Ballas Sencillo: «Get My Name»                  |
| 2016 | «The Arena»                 | Bailarín principal                      | Artista: Lindsey Stirling Álbum: Brave Enough                 |
| 2017 | «I Believe In You»          | Actor principal / Director / Coreógrafo | Artista: Michael Bublé Album: Nobody But Me                   |

### Teatro
| Año  | Título                      | Papel                 | Notas                                                         | Ref.    |
| ---- | --------------------------- | --------------------- | ------------------------------------------------------------- | ------- |
| 2004 | Jesus Christ Superstar      | Jesucristo            | Producción de aficionados en el Teatro Millfield              |         |
| 2005 | Chitty Chitty Bang Bang     | Ensemble              | Debut en el West End London Palladium                         |         |
| 2006 | Footloose: The Musical      | Ren McCormack         | Gira nacional del Reino Unido y West End en el Teatro Novello | [ 112 ] |
| 2010 | Burn the Floor              | Bailarín de reemplazo | Teatro Longacre                                               | [ 113 ] |
| 2015 | New York Spring Spectacular | Jack                  | Radio City Music Hall; 26 de marzo - 3 de mayo                | [ 114 ] |
| 2016 | Singin' in the Rain         | Don Lockwood          |                                                               | [ 5 ]   |

## Premios y nominaciones
Hough es dos veces ganador del Premio Emmy por Mejor Coreografía y ha ganado ocho nominaciones en total por su trabajo en Dancing with the Stars.
El 10 de abril de 2014, Hough y su hermana, Julianne, fueron homenajeados en el Hospital de Niños Mattel en la segunda edición de la UCLA, Kaleidoscope Ball con el Premio Kaleidoscope, premio que se otorga a personas de la industria del entretenimiento que traen luz y risas a la vida de los niños A través de sus logros profesionales y su humanitarismo personal.
El 17 de octubre de 2014, GLSEN, durante sus Premios Respect, honró a Hough con el Premio Inspiración del Año.
| Año  | Asociación                                            | Categoría                              | Trabajo nominado                                                           | Resultado | Ref.            |
| ---- | ----------------------------------------------------- | -------------------------------------- | -------------------------------------------------------------------------- | --------- | --------------- |
| 2009 | Premios Primetime Emmy                                | Mejor coreografía                      | «Great Balls on Fire» (con Julianne Hough)                                 | Nominado  | [ 118 ]         |
| 2010 | Premios Primetime Emmy                                | Mejor coreografía                      | «Living on Video»/«Anything Goes»                                          | Nominado  | [ 119 ]         |
| 2010 | Premios Primetime Emmy                                | Mejor coreografía                      | «Malaguena» (con Chelsie Hightower)                                        | Nominado  |                 |
| 2013 | Premios Primetime Emmy                                | Mejor coreografía                      | «Hey Pachuco»/«Para Los Rumberos»/«Walking on Air»                         | Ganador   | [ 120 ]         |
| 2013 | Premios Primetime Emmy                                | Mejor coreografía                      | «Stars»/«Heart Cry» (con Allison Holker)                                   | Nominado  |                 |
| 2014 | UCLA                                                  | Premio Kaleidoscope                    | Derek y Julianne Hough                                                     | Honrado   | [ 115 ]         |
| 2014 | Premios Primetime Emmy                                | Mejor coreografía                      | «Human»/«Too Darn Hot»/«Ameksa»                                            | Nominado  | [ 121 ]         |
| 2014 | Premios Young Hollywood                               | Hottest Body                           |                                                                            | Ganador   | [ 122 ] [ 123 ] |
| 2014 | Premios Young Hollywood                               | Mejor Bromance                         | Derek y Mark Ballas                                                        | Nominado  | [ 122 ]         |
| 2014 | GLSEN                                                 | Premio Inspiración                     |                                                                            | Honrado   | [ 117 ]         |
| 2015 | Premios Reality Television                            | Mejor presentación                     | Derek y Amy Purdy                                                          | Nominado  | [ 124 ]         |
| 2015 | Teen Choice Awards                                    | Bailarín elegido                       |                                                                            | Nominado  | [ 125 ]         |
| 2015 | Premios Industry Dance                                | Coreógrafo favorito de América         |                                                                            | Ganador   | [ 126 ]         |
| 2015 | Premios Industry Dance                                | America's Favorite TV/Film Performance | «Elastic Heart» (con Julianne Hough & Tessandra Chavez)                    | Ganador   | [ 126 ]         |
| 2015 | Premios Primetime Emmy                                | Mejor coreografía                      | «Elastic Heart» (con Julianne Hough & Tessandra Chavez)                    | Ganador   | [ 127 ]         |
| 2015 | Premios World Choreography                            | Presentación en vivo en televisión     | "MKTO's Classic" (Con Christopher Scott; Hough listado como co-coreógrafo) | Ganador   | [ 128 ]         |
| 2016 | Teen Choice Awards                                    | Bailarín elegido                       |                                                                            | Nominado  | [ 129 ]         |
| 2016 | World of Dance Industry Awards                        | Mejor coreografía en televisión        | «Elastic Heart» (con Julianne Hough & Tessandra Chavez)                    | Ganador   | [ 130 ]         |
| 2016 | The Dizzy Feet Foundation's Celebration of Dance Gala | Premio Inspiración                     | Derek y Julianne Hough                                                     | Honrado   | [ 131 ]         |
| 2016 | Premios Primetime Emmy                                | Mejor coreografía                      | «Footprints In The Sand»/«Grace Kelly»/«Cry Little Sister»                 | Nominado  | [ 132 ]         |
| 2016 | Premios Industry Dance                                | Presentación favorita de América       | «Footprints In The Sand»/«Grace Kelly»/«Cry Little Sister»                 | Nominado  | [ 133 ] [ 134 ] |
| 2016 | Premios Industry Dance                                | Favorite Dance Idol                    |                                                                            | Ganador   | [ 133 ] [ 134 ] |
| 2016 | Premios World Choreography                            | Reality Show/Competencia de televisión | «Elastic Heart» (con Julianne Hough & Tessandra Chavez)                    | Pendiente | [ 135 ]         |